# Tigerbeat
Tigerbeat ist eine deutsche Rockband. Sie bestand von 1996 bis 2006 aus Frehn Hawel (Gesang, Gitarre), Sven Elsner (Schlagzeug), Daniel Schlott (Gitarre, Synthesizer) und Stefan Nielsen (Orgel, Synthesizer). 2013 trat die Band auf dem Reeperbahn Festival auf und 2024 erstmals wieder im Rahmen der "Lost In Music" Lese- und Konzertreihe. 

## Geschichte
2000 trat die Band auf dem Festival South by Southwest in Austin in den Vereinigten Staaten auf und wurde als „lauteste Band des Festivals“ bezeichnet.
Das Debütalbum No. 1 erschien 2002, im folgenden Jahr erschien das zweite Album 13 Songs auf LP bei Buback, produziert von Gregor Hennig und Daniel Holc (Ascii.Disko). Der Song Beat Me Till I Understand erschien auch als Remix von Ascii.Disko.
2003 ging Tigerbeat mit den Yeah Yeah Yeahs auf Tour. Die Band spielte auf Festivals wie dem Hurricane und Rock am Ring (2004) und trat in Deutschland, der Schweiz, Österreich und in den Niederlanden auf.
2006 löste sich die Band auf, kam aber 2013 noch einmal für ein Konzert in Hamburg im Rahmen des Reeperbahn-Festivals zusammen. Der Keyboarder Stefan Nielsen spielt seit 2005 in der Band „Glacier“, gründete mit Gitarrist Daniel Schlott die Band „Weareoff“ und mit Produzent Daniel Holc das Projekt „SHDWS“. Schlagzeuger Sven Elsner gründete „The Building“, Sänger Frehn Hawel trat zunächst in dem Duo „Neat Neat Neat“ auf und wurde dann Frontmann der Band „The Last Things“.

## Stil
Der Stil der Band setzt sich aus Indie-Rock mit starkem Retro- und Blues-Bezug zusammen. Die Besetzung mit zwei Gitarren ohne Bass glich die Band durch eine Bassverstärkung der zweiten Gitarre sowie den Einsatz eines Synthesizers aus.

## Diskografie
Alben
- 2002: No. 1 (Exile on Mainstream Records)
- 2003: 13 Songs (Buback, 1.12.)